# Коринеальди, Эмаяци
Эмая́ци Коринеа́льди (англ. Emayatzy Corinealdi, 14 января 1980, Форт-Нокс) — американская актриса. Коринеальди получила известность благодаря главной роли в независимом фильме Авы Дюверней «На полпути в никуда». Эта роль принесла ей похвалу от критиков и номинацию на премию «Независимый дух» за лучшую женскую роль.
Коринеальди родилась в Форт-Ноксе, штат Кентукки. В начале карьеры она снялась в нескольких короткометражных и независимых фильмах, а также появилась в нескольких телешоу. В 2014 году, Коринеальди получила главную женскую роль в биографическом фильме «Убить трубача» с Доном Чидлом, а также в сериале Amazon Studios «Десница Божья».
В 2016 году Коринеальди снялась в мини-сериале «Корни», ремейке одноимённого мини-сериала 1977 года. Она исполнила роль Белль, которую сыграла Мэдж Синклер в оригинальном сериале.
13 августа 2013 года Коринеальди вышла замуж за Джермэйна Оливера. В октябре 2020 года стало известно, что пара ждет ребенка.

## Фильмография

### Фильмы
| Год  | Название на русском        | Название на английском | Роль           | Примечания |
| ---- | -------------------------- | ---------------------- | -------------- | --- |
| 2003 |                            | Pretty Lady            | Азизи          | |
| 2004 |                            | Vampz                  | Ева            | |
| 2005 | Салон красоты              | Beauty Shop            | Клиент         | Не указана в титрах |
| 2006 | Моя американская медсестра | My American Nurse      |                | |
| 2007 | Приглашаем                 | Cordially Invited      | Грейс Ингрэм   | |
| 2008 | Опять среда                | Wednesday Again        | Роберта        | |
| 2012 | На полпути в никуда        | Middle of Nowhere      | Руби           | Gotham Award за лучший прорыв года Номинация — Премия «Независимый дух» за лучшую женскую роль Номинация — NAACP Image Award за лучшую женскую роль в кинофильме Номинация — Black Reel Award за лучшую женскую роль Номинация — Black Reel Award за лучший прорыв года Номинация — Black Reel Award за лучший актёрский состав |
| 2014 | Зависимый                  | Addicted               | Брина          | |
| 2014 | На Утро                    | In The Morning         |                | |
| 2015 | Приглашение                | The Invitation         | Кира           | |
| 2016 | Убить трубача              | Miles Ahead            | Фрэнсис Тейлор | |

### Телевидение
| Год              | Название на русском    | Название на английском     | Роль          | Примечания                          |
| ---------------- | ---------------------- | -------------------------- | ------------- | ----------------------------------- |
| 2007             | Молодые и дерзкие      | The Young and the Restless | Сюзан Мета    | 4 эпизода                           |
| 2007             | Катрина                | Katrina                    | Катрина       | Пилот                               |
| 2008             | Экспресс из нянь       | The Nanny Express          | Лоррейн       | Телефильм                           |
| 2010             | Романтика под вопросом | Romantically Challenged    | Тиффани       | Эпизод: «Rebecca’s One Night Stand» |
| 2014             | Мыслить как преступник | Criminal Minds             | Эллен Самсэн  | Эпизод: «The Edge of Winter»        |
| 2014             |                        | Gun Hill                   | Джанель Эванс | Телефильм                           |
| 2014-наст. время | Десница Божья          | Hand of God                | Тесси Грэм    | Регулярная роль                     |
| 2016             | Корни                  | Roots                      | Белль         | Мини-сериал                         |